# Герасимов, Алексей Алексеевич (политик)
Алексей Алексеевич Герасимов (род. 20 октября 1975, Каменск-Уральский, Свердловская область) — действующий глава города Каменска-Уральского с 10 марта 2021 года.

## Биография
Родился в городе Каменск-Уральский, Свердловской области. Окончил среднюю школу № 1 Каменска-Уральского в 1993 году.
В 1998 году окончил Уральский государственный политехнический университет по специальности инженер. Большая часть карьеры связана с Синарским трубным заводом, в разные годы Герасимов занимал должности от начальника теплотехнической лаборатории ОАО «СинТЗ» до генерального директора АО «Синарская ТЭЦ»
В сентябре 2016 года избран депутатом городской думы города Каменска-Уральского VII созыва по одномандатному избирательному округу № 9. Впоследствии вошёл в состав комиссии по городскому хозяйству. В мае 2020 года назначен первым заместителем главы города Каменска-Уральского по городскому хозяйству.
Выборы главы города
Для избрания депутатам местного парламента конкурсной комиссией по отбору кандидатур на должность главы были предложены три кандидатуры: кроме Герасимова, замещающего на тот момент должность первого заместителя главы администрации города, Алексей Ялунин, глава Синарского района и руководитель аппарата администрации города, и Денис Миронов, директор школы № 25. Свердловский региональный политсовет «Единой России» поддержал кандидатуру Герасимова. Депутаты городской думы проголосовали единогласно, отдав 24 голоса из 24 возможных.
Личная жизнь
C 2020 года является членом партии Единая Россия